# Givat HaShlosha
Givat HaShlosha (en hébreu : גִּבְעַת הַשְּׁלֹשָׁה ; en français : « le mont des trois ») est un kibboutz laïc créé en 1925.  Il est situé dans le centre d'Israël, à quatre kilomètres à l'est de Petah Tikva, près de la rivière Yarkon et avait en 2019 une population de 870 habitants.     
Il dépend du conseil régional de Drom HaSharon. Il est situé sur l'étendue du district centre, le district le plus important de l'État d'Israël.    

## Situation géographique
Givat HaShlosha est situé dans le centre d'Israël, à quatre kilomètres à l'est de Petah Tikva, près de la rivière Yarkon. Il dépend du conseil régional de Drom HaSharon. Il est situé sur l'étendue du district centre, le district le plus important de l'État d'Israël.

## Histoire

### Création et premières années
Le kibboutz de Givat HaShlosha est créé le 1er mai 1925 par des Polonais appartenant au mouvement HeHalutz. Il est nommé ainsi en souvenir de trois Juifs, travailleurs de Petah Tikva, accusés en 1916 d'espionnage par les Turcs, alors occupants de la Palestine. D'abord envoyés en prison à Damas, ils y sont torturés puis pendus en 1917. 
Dix ans après son établissement, le kibboutz veut s'équiper d'une vaste salle de restauration collective en même temps que d'autres premiers espaces communs. Les autorités demandent à deux architectes de proposer leurs projets : Arieh Sharon, élève de l'École du Bauhaus et un autre architecte de renom, Shmuel Bikeles. C'est le projet de Sharon qui est sélectionné, en 1936. Les habitants participent en nombre à la construction en donnant un peu de leur temps et il est achevé en 1939.  
À compter de la création du Palmah, en 1941, le kibboutz devient l'une des zones d'entraînement des kibboutzniks membres de cette structure. Par ailleurs, la Haganah, première force d'auto-défense juive en Palestine apparue dès 1920, y cache des armes. Lors de l'opération Agatha, menée par les forces britanniques en juin 1946 contre les différentes structures sionistes combattantes, Givat HaShlosha est attaqué par l'armée britannique, à la recherche d'armes et de combattants armés.        

### Après 1948
Après la création de l'État d'Israël, le kibboutz accueille des jeunes survivants de la Shoah. Au début des années 1950, il est considéré comme l'un des plus grands de l'État hébreu, avec une population de 900 habitants.         
En 1952, des dissensions idéologiques apparaissent. Un mur est construit au milieu de la salle de réception, séparant les partisans des deux camps. Avec l'extension de la ville de Petah Tikva, une partie des habitants du kibboutz part pour fonder un autre kibboutz, Einat, près de Rosh HaAyin. En 1953, Givat HaShlosha est déménagé sur un autre site près du fleuve Yarkon, qui correspond à l'ancien territoire du village arabe palestinien de Majdal Yaba, dont la population a été évacuée par les autorités israéliennes après 1949.          
En 1968, il a une population d'environ 510 habitants.      
Après le déplacement du kibboutz, son premier site d'implantation est acheté par la municipalité de Tel Aviv qui y fait construire une résidence pour personnes âgées et une auberge de jeunesse.      

## Population et société

### Démographie
Givat HaShlosha compte en 2019 une population de 870 habitants. 

### Enseignement
Une école régionale agricole est créée quelque temps après l'ouverture du kibboutz et l'un des élèves, de 1935 à 1937, est Yitzhak Rabin. Cette école prend par la suite le nom de la mère de Rabin, Rosa Cohen. Cette école est, de nos jours, à la fois une ferme urbaine et un centre de formation pour professeurs de techniques agricoles.

## Économie
La production agricole est considérée comme intensive ; il y est notamment produit des fruits, en particulier des citrons et divers produits laitiers, qui proviennent de vaches laitières élevées sur place. Givat HaShlosha dispose aussi d'une usine de chaussures et d'un atelier de fabrication de produits pour la construction.

## Culture locale et patrimoine
Le kibboutz est doté une vaste salle de restauration collective. Elle est conçue sous la direction de l'architecte Arieh Sharon, élève de l'École du Bauhaus. Elle est constituée d'« un bâtiment composé d'une série de boîtes blanches embrassant un espace central, sans colonnes et avec de l'espace pour 400 convives ». L'entrée se compose d'un « hall couvert avec des colonnes » rappelant la Grèce antique.
Après le déménagement du kibboutz en 1953, le bâtiment est laissé à l'abandon et avec l'extension de Petah Tikva, il est désormais intégré à la ville. La salle de restauration est alors en ruines malgré son histoire et attire des bandes de jeunes. Petah Tikva rachète les lieux et prévoit d'en faire un espace patrimonial mais en 2011, aucun projet n'a encore été réalisé. À la place, la ville confie la gestion temporaire du site à une association religieuse, qui détruit illégalement une partie des bâtiments. Un collectif de défense, notamment composé d'anciens résidents, se met en place et fait l'objet d'une importante couverture médiatique.

## Personnalités liées
- Rehavam Zeevi (1926–2001), général puis homme politique de la droite israélienne, résident du kibboutz
- Mishael Cheshin, avocat puis procureur général adjoint d'Israël, membre de la Cour suprême d'Israël, enterré au cimetière de Givat HaShlosha
- Yossi Sarid, journaliste, député puis ministre, enterré au cimetière de Givat HaShlosha
- Yona Fischer (en), membre de l'équipe ayant créé le musée d'Israël en 1965, conservateur en chef du Musée d'art de Tel-Aviv, enterré au cimetière de Givat HaShlosha